# Cèl·lules HepG2
Les cèl·lues Hep G2 (o HepG2) són una línia cel·lular de càncer de fetge humà obtinguda l'any 1975.

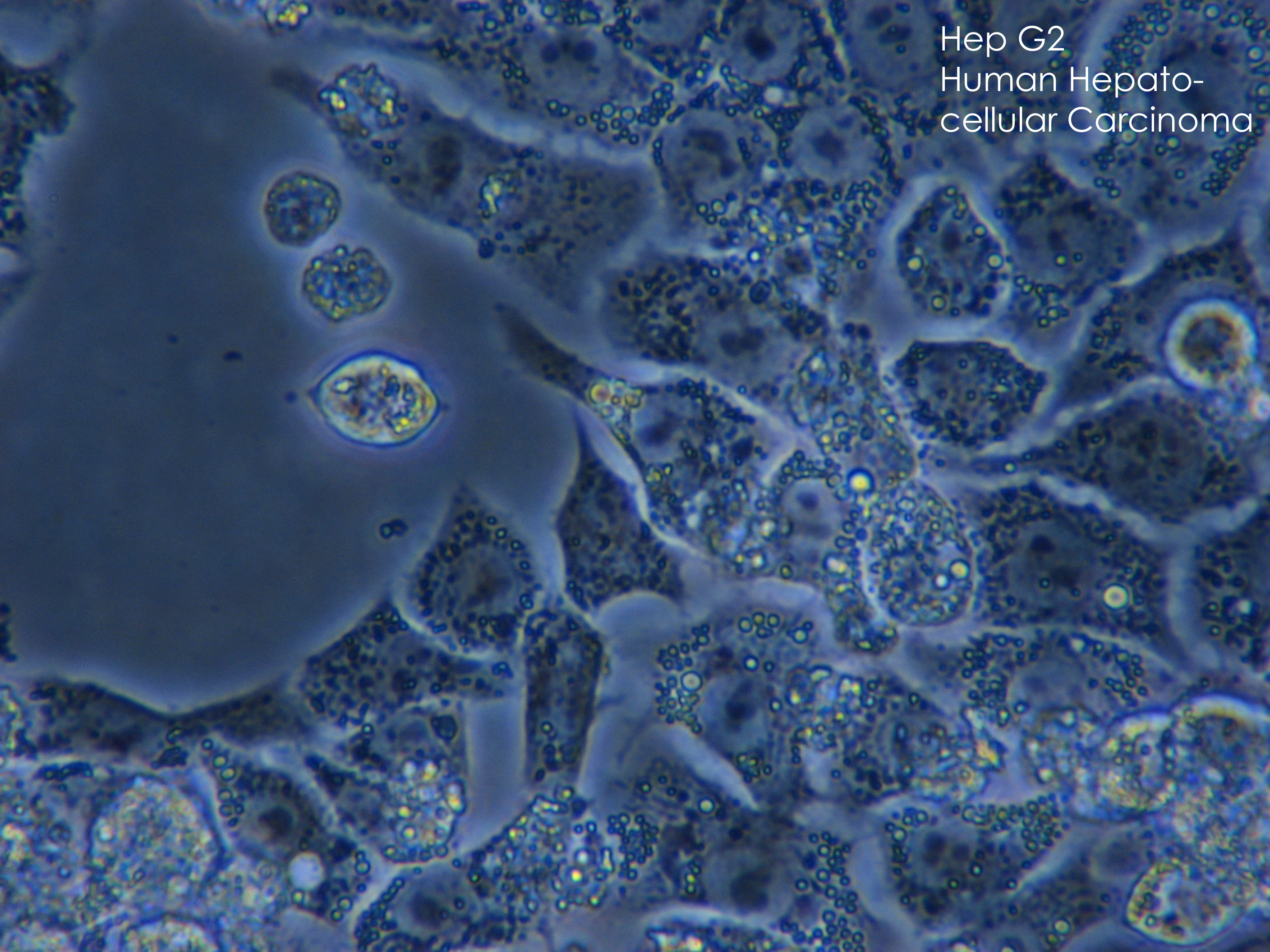
Cèl·lules Hep G2 en cultiu

Hep G2 és una línia cel·lular immortal que deriva del teixit hepàtic d'un home argentí caucàsic de 15 anys que tenia un carcinoma hepatocel·lular ben diferenciat.
Són cèl·lues amb morfología epitelial, amb un nombre de cromosomes modal de 55 i no són tumorigèniques en ratolins nus. Les cèl·lules secreten una gran varietat de proteïnes plasmàtiques, com l’ albúmina, i les proteïnes de fase aguda, fibrinogen, alfa 2-macroglobulina, alfa 1-antitripsina, transferrina i plasminogen. S'han cultivat amb èxit en sistemes de cultiu a gran escala i responen a l'estimulació amb l'hormona del creixement humana. No s'han detectat antígens de superfície del virus de l'hepatitis B.
Les cèl·lules Hep G2 són un sistema model in vitro adequat per a l'estudi d'hepatòcits humans polaritzats. Una altra línia cel·lular d'hepatòcits polaritzats ben caracteritzada és la línia cel·lular híbrida derivada de l'hepatoma de rata WIF-B. Amb les condicions de cultiu cel·lular adequades, les cèl·lules Hep G2 mostren una clara diferenciació morfològica i funcional, amb la formació controlable de dominis de superfície cel·lular apical i basolateral que s'assemblen als dominis canalicular biliar (BC) i sinusoïdal in vivo, respectivament.
A causa del seu alt grau de diferenciació morfològica i funcional in vitro, les cèl·lules Hep G2 són un model adequat per estudiar el tràfic intracel·lular i la dinàmica de proteïnes canaliculars, de membrana sinusoïdal i lípids biliars en hepatòcits humans in vitro. Això és important per a l'estudi de les malalties hepàtiques humanes que són causades per una distribució subcel·lular incorrecta de proteïnes de la superfície cel·lular, per exemple, defectes de transport hepatocanalicular com la síndrome de Dubin-Johnson, la colestasi intrahepàtica familiar progressiva (PFIC) i la hipercolesterolèmia familiar. Les cèl·lules Hep G2, i les seves variants, s'utilitzen també com a sistema model per a estudis de metabolisme hepàtic i de toxicitat de xenobiòtics, per a la detecció d'agents citotòxics i genotòxics ambientals i dietètics (i, per tant, citoprotectors, anti-genotòxics i cogenotòxics), per a entendre l'hepatocarcinogènesi, i per a estudis d'orientació de fàrmacs. Les cèl·lules Hep G2 també s'utilitzen en assaigs amb dispositius hepàtics bioartificials.